# زهرة الدم بيضاء الأزهار
زهرة الدم بيضاء الأزهار (الاسم العلمي: Haemanthus albiflos) هي نوع من النباتات تتبع جنس زهرة الدم من فصيلة النرجسية. تم وصف هذا النوع من النبات علمياً لأول مرة من قبل نيكولاس جوزيف فون جاكوين سنة 1797.

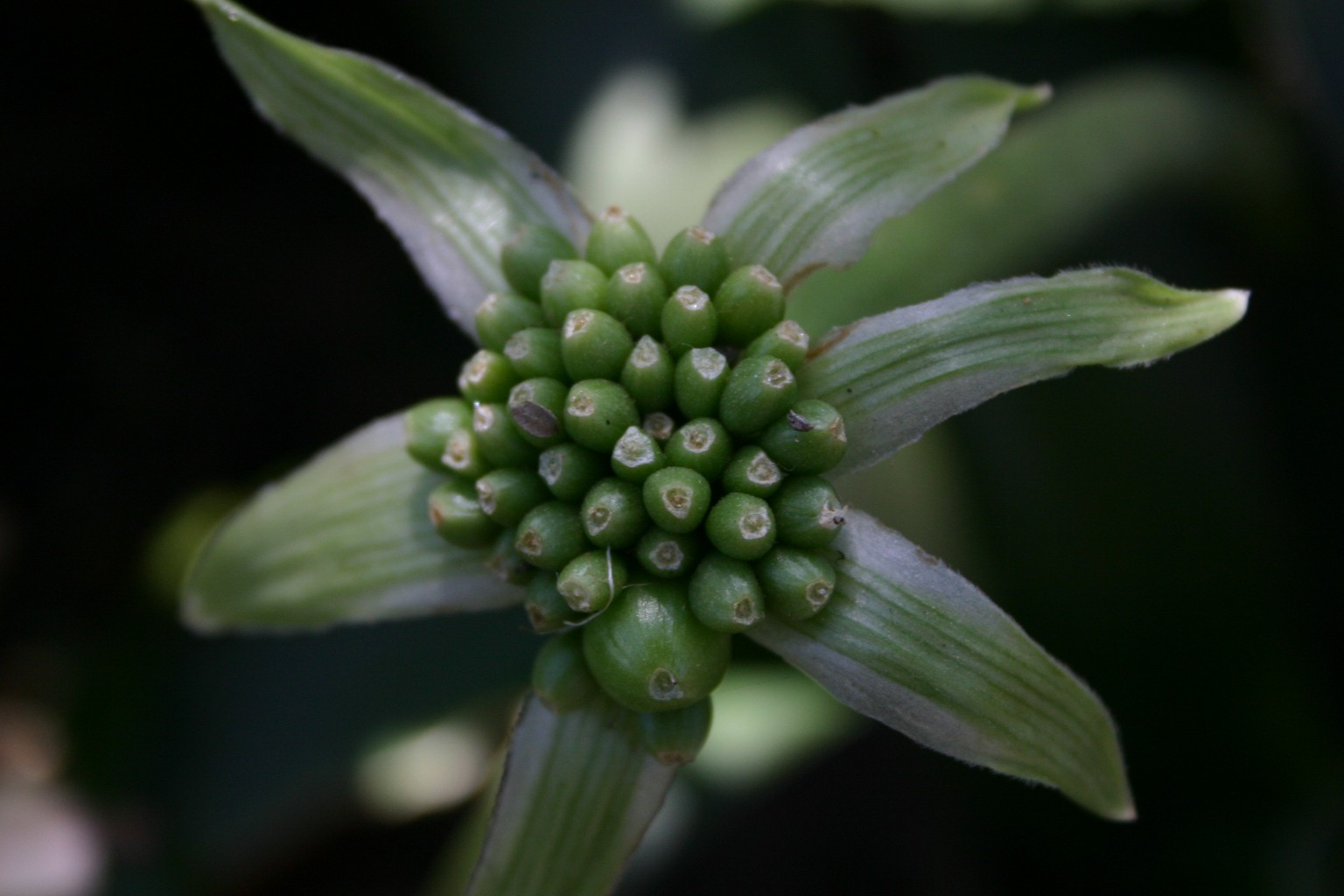
immature fruiting head
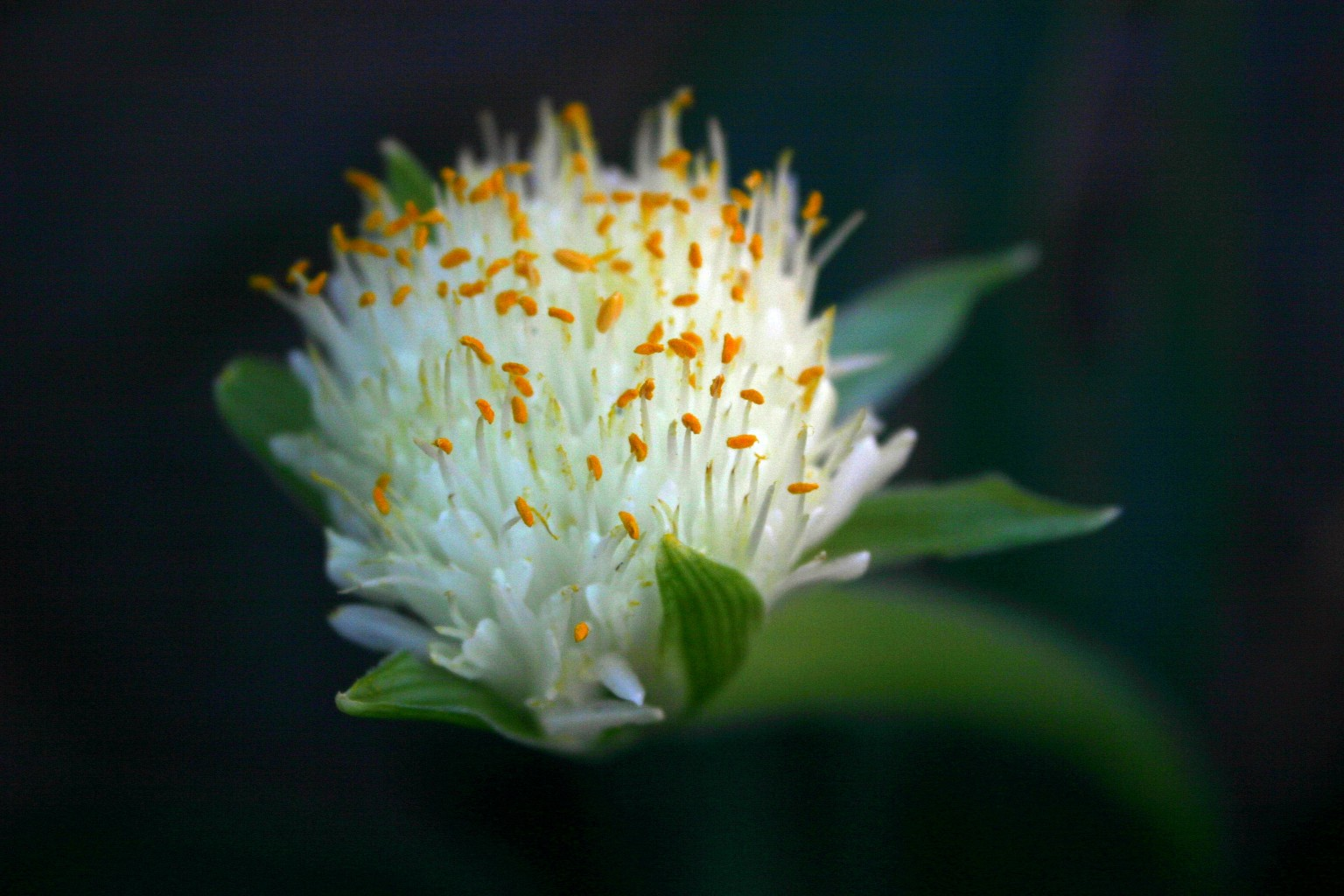
flowerhead
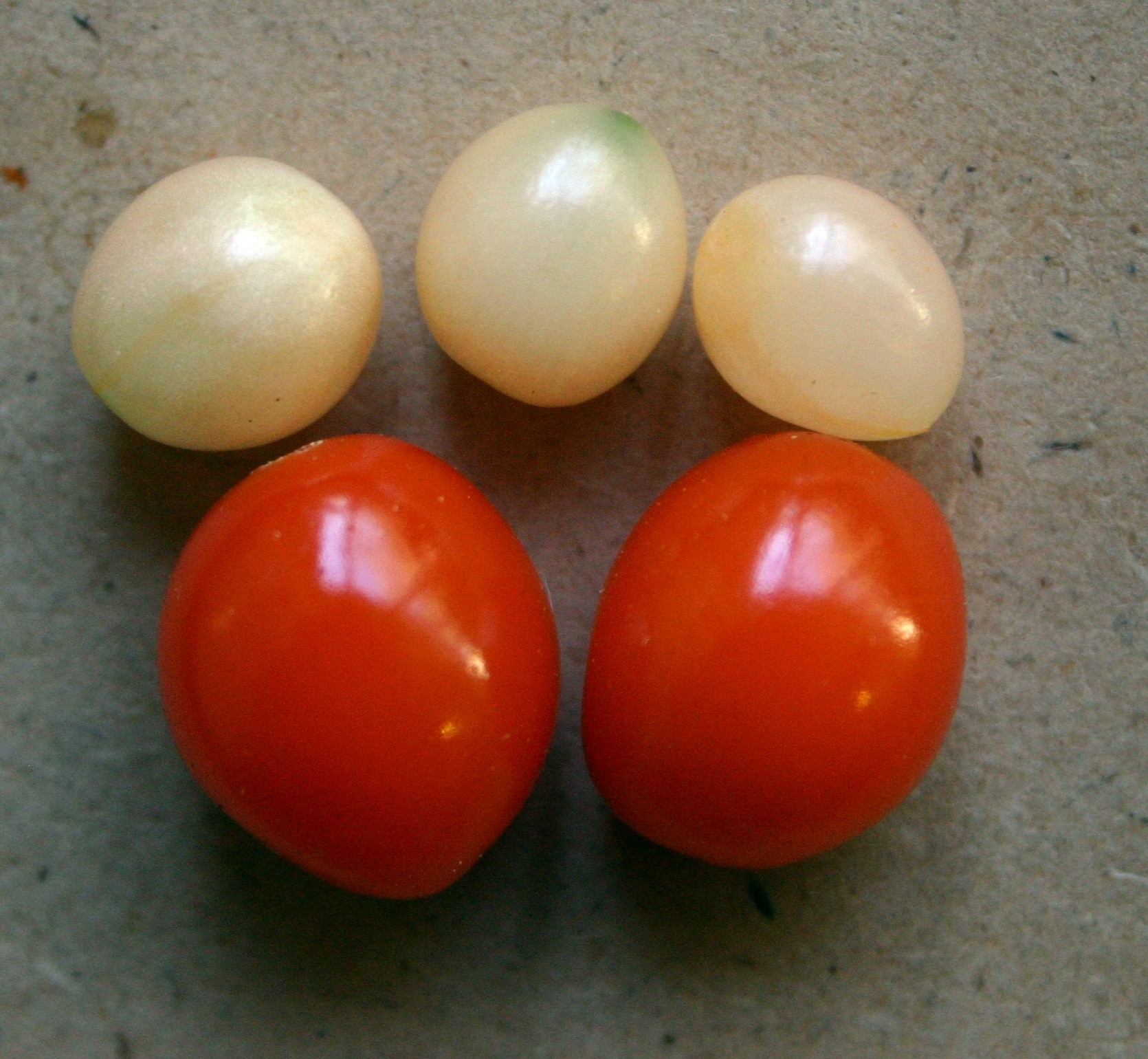
fruits and seeds